# Музей Ротко
Музей Ротко (латыш. Rotko muzejs) до 1 октября 2023 Даугавпилсский центр искусства имени Марка Ротко (латыш. Daugavpils Marka Rotko mākslas centrs) — художественный центр современного искусства, расположенный в Даугавпилсе, Латвия. Назван в честь американского художника Марка Ротко (1903—1970), уроженца Двинска (ныне Даугавпилс). Единственный художественный центр в Восточной Европе, где имеется постоянная экспозиция работ Марка Ротко. Был открыт 24 апреля 2013 года в здании Арсенала Динабургской крепости.

## История
В 2007 году Даугавпилсская дума утвердила концепцию создания художественного центра им. Марка Ротко в здании артиллерийского арсенала. Реализация проекта началась в мае 2011 года, а работы по реконструкции были завершены в декабре 2012 года. В ходе строительных работ были максимально сохранены историческое здание и площадь, а также планировка самого здания Арсенала. Проект подготовила компания «ARHIS».
1 февраля 2012 года директором арт-центра был назначен Алексей Бурунов. Центр открылся 24 апреля 2013 года.
С 1 октября 2023 года арт-центр официально именуется как Музей Ротко.

### Директора
- Алексей Бурунов — 1 февраля 2012 — 1 февраля 2020[4]
- Марис Чачка — 13 февраля 2020 — наст. время[5] (и.о 1 — 13 февраля 2020[6])

## Экспозиция
Кристофер Ротко и Кейт Ротко-Прайзел предоставили для экспозиции шесть картин отца. В дальнейшем экспозиция обновляется каждые три года. В арт-центре проходят выставки художников Латвии и других стран. 27 марта 2022 года последний день показа 5 оригиналов работ художника, пред сменой экспозиции и ремонтом выставочного зала после 9 лет работы.
22 апреля 2022 года, 15.30, после проведенной ранее реставрации открылся Пороховой погреб/Дом Мартинсона, Николаевская,1, где будет находиться постоянная выставка керамики мастера уроженца Даугавпилса Петериса Мартинсона (1931—2013), подаривший свое собрание керамики при открытии Центра в 2013 году, в 2014 проведена его посмертная выставка керамики.
26 апреля в 16.00 2024 года музей выставил два рисунка углём, на празднование 11 годовщины основания (2013), подаренных на десятилетие музея в 2023 году Кейт Ротко Призель, дочерью художника.

## Предметы на улице
11 ноября 2016 года у главного входа в Арсенал установлены два артиллерийских орудия образца 1883 года.
9 июня 2017 года прошло открытие «призрака крепости» — белой лошади, исполнена в рамках симпозиума скульпторов под эгидой центра М. Ротко, находится за Водоподъемным зданием крепости.
Фигура из металла, напоминающая ежа, морскую мину, большой взрыв — работа скульптора С. Васильевой.
Построена стена, о которую можно бить посуду — керамику и фарфор, снимая напряжение.
К Новому 2022 году на дворе, 10 декабря 2021 года была установлена временная фигура елки, собранная из бетонных блоков, разобрана в начале января 2022 года.

## Скандалы
В ноябре 2022 года с выставки сняты творения эстонского керамика Сандера Раудсеппа «Смертельное желание добраться до той стороны жизни», некоторые работы которого вызвали возмущение как горожан, так и общественных и религиозных организаций, обратившихся к руководству города с просьбой убрать экспозицию.
В своём письме к мэру Даугавпилса А. Элксниньшу епископы трёх конфессий (католической, лютеранской и православной), а также председатель Центрального совета Древлеправославной поморской церкви Латвии выразили общее мнение, что выставленные в центре Ротко работы неприемлемы. «Считаем, что работы пропагандируют ненависть к христианству и создают диссонанс между традиционными христианскими ценностями, которые являются основой всего общества», — говорится в письме.
О увольнении главы Центра М. Чачки речь не идет, Центр апеллирует к статьям 99 и 100 конституции ЛР, желает возращения экспонатов на выставку. Вмешательство ВАРАМ.
О выставке высказался Я. Ванагс /глава Лютеранской церкви Латвии , Национальное объединение, старообрядческое общество.
В феврале 2023 года Минюст ответил на запрос Думы, нарушений в действиях[каких?] Думы нет.

## Посетители
В 2013 году за восемь месяцев Центр посетили 74 339 человек.
В 2016 году Центр посетили 102 997 человек.

## Награды
- 19 февраля 2022 года награжден Латвийскими общественными СМИ в категории: «Мое культурное место» «Килограмм культуры — 2021»[35][36].
- 30 ноября 2023 в Балви удостоен награды года в туризме Латгалии[37].